# Мезенхима
Мезодермальная паренхи́ма, или мезенхи́ма (от др.-греч. μέσος — средний и εύχυμος — сочный) — собирательное понятие, совокупность клеток преимущественно мезодермального происхождения (также и эктодермального), которые на определённом этапе внутриутробного развития характеризуются сходными морфологическими признаками (наличие отростков, базофилия), но различным направлением клеточной дифференцировки, то есть мезенхима состоит из клеток, которые в будущем дадут клетки, относящиеся к различным дифферонам (дифферон — совокупность клеток, развивающиеся из стволовой клетки одного типа) — будь то ряд клеток крови, собственно соединительной ткани, мышечной ткани и т. д. Утверждение, что мезенхима — зародышевая соединительная ткань, в корне неверно, ибо у мезенхимы отсутствуют признаки тканевой упорядоченности (мезенхимальные клетки располагаются хаотично, то есть нет оснований утверждать, что мезенхима — это ткань), и один из главнейших признаков соединительной ткани — наличие межклеточного вещества в виде волокон и основного вещества. Дальнейшее развитие клеток мезенхимы определяется установленным базовым направлением их дифференцировки, которое происходит в структуре зародыша, как правило, до образования мезенхимы как таковой. К рождению элементов мезенхимы у плода человека практически не остаётся, и говорить о «мезенхимальных тканях» можно лишь подразумевая, что клетки мезенхимы участвовали в морфогенезе тех или иных тканей в период внутриутробного развития.
Мезенхима у разных организмов возникает за счёт клеток разных зародышевых листков — эктодермы, энтодермы и мезодермы (у людей из мезодермы). Из мезенхимы образуются соединительная ткань, кровеносные сосуды (в частности, эндотелий и медия (гладкомышечно-соединительнотканный слой)), мышцы, висцеральный скелет, собственно кожа. Также из кишечной трубки, которая образовалась из энтодермы, окружающая её мезенхима образует соединительную ткань и гладкую мускулатуру.